# Бранковеану (Дамбовица)
Бранковеану (рум. Brâncoveanu) насеље је у Румунији у округу Дамбовица у општини Одобешти. Oпштина се налази на надморској висини од 146 m.

## Становништво
Према подацима из 2002. године у насељу је живело 713 становника, од којих су сви румунске националности.